# Berättarministeriet
Berättarministeriet är en ideell, partipolitiskt och religiöst obunden stiftelse som kostnadsfritt stödjer lärare, barn och unga i skolor med högt socioekonomiskt index. Berättarministeriets anger att dess mål är att minska negativa effekter av segregation på barns utbildning genom att erbjuda stöd för lärare och elever inom språkutveckling och undervisning. Vidare menar stiftelsen att de eftersträvar att alla barn och ungdomar i Sverige ska kunna läsa och skriva väl, vilket skulle förbättra deras möjligheter att delta i samhället. [källa behövs]

## Historik
Stiftelsen grundades i mars 2011 av Dilsa Demirbag-Sten, Sven Hagströmer och Robert Weil. Det första utbildningscentret i Södertälje öppnades samma år. Två år senare öppnade man i Husby i Stockholm och våren 2015 öppnade det tredje utbildningscentret i Hagsätra i Stockholm, där invigningen skedde i närvaro av kronprinsessan Victoria.
Hösten 2017 öppnade det första utbildningscentret utanför Stockholms län, i Gamlestaden i Göteborg. Hösten 2019 stängdes utbildningscentret i Södertälje. Våren 2022 tilldelades stiftelsen stöd från Stiftelsen Marcus och Amalia Wallenbergs Minnesfond för etablering i ytterligare områden.
År 2018 instiftade Berättarministeriet lärarpriset Pennsvärdet, som varje år tilldelas en lärare i ett socioekonomiskt utsatt område. Genom Pennsvärdet lyfts en lärare som genom sin undervisning stärker sina elevers språkutveckling, kreativitet och kritiska förmåga. Den första mottagaren av utmärkelsen var Jenny Söderhjelm Larsson, lärare på Östbergaskolan i Älvsjö, som fick ta emot priset 2018.
I januari 2022 fick Berättarministeriet ett nationellt uppdrag från Skolverket om riktad språkutvecklande kompetensutveckling för lärare.[källa behövs]
I oktober 2023 presenterade Berättarministeriet en karta som visar skolors prestationer baserade på socioekonomiska index., och under 2023 etablerade sig Berättarministeriet i Malmö. 2024 etablerades Berättarministeriet även i Norrbotten.
Sverige representerades via Berättarministeriet i ett seminarium arrangerat av OECD den 19 april 2024 och omnämns som ett globalt best practice-exempel i PISA 2022 - Creative Minds, Creative schools.

## Organisation
Stiftelsens arbete leds av en styrelse som 2025 har följande ledamöter: Cecilia Nordström (ordförande), Dan Brändström, Sven Hagströmer, Jussi Karlgren, Anders Lago och Dilsa Demirbag-Sten.
Berättarministeriet har kansli i Stockholm och Göteborg, och utbildningscenter i Hagsätra och Husby i Stockholm och i Gamlestaden i Göteborg. 2023 startade Berättarministeriet verksamhet i Malmö då ett nytt utbildningscenter, stiftelsens fjärde, öppnade på Värnhem.[källa behövs]
2021 kritiserades Berättarministeriet av 36 tidigare anställda för brister i arbetsmiljö, stress och hög personalomsättning. Styrelsen tillsatte då en extern revision av de påstådda missförhållandena. Revisionsfirman Ernst & Young gick igenom dokumentation och rutiner och intervjuade anställda, ledning och styrelse. Granskningen kom fram till att anklagelserna rörande sakfrågor saknade grund och fann inga belägg för påståendena om den psykosociala arbetsmiljön. Berättarministeriet fick dock fortsatt kritik av Arbetsmiljöverket i mars 2022. Efter att Berättarministeriet justerat sina rutiner för riskbedömningar avslutade myndigheten ärendet. Bo Rothstein menade att rapporteringen om de upplevda bristerna var ett mediedrev.

## Verksamhet
Berättarministeriet tillhandahåller kostnadsfria skolprogram för lärare inom sina tjänsteområden, vilka är utformade för att integrera olika ämnesområden och följa läroplanen. Stiftelsens pedagogiska metoder inkluderar användning av storytelling genom vilket tanken är att öka engagemang och intresse för lärande. Stiftelsens ambition och målsättning är att erbjuda skolprogram till skolor med högt socioekonomiskt index, oavsett var i landet skolan är belägen.[källa behövs]

### Program
Berättarministeriet erbjuder olika program där elever får upptäcka bibliotek, böcker, media och journalistik på olika sätt. Många program utförs i samarbete med andra aktörer, t.ex. det lokala biblioteket, ett museum eller liknande.[källa behövs]
Några exempel på program som har erbjudits är: "Redaktör Schwartz bokutgivning", "Kartuppdraget" och "Bokslukarna". Berättarministeriet har samarbetat med bland annat Karolinska Institutet i att ta fram ett program kallat "Redaktör Schwartz forskningsresa" och med Nobel Prize Museum i att ta fram programmet "Uppdrag:Nobelarkivet".

## Utbildningscenter
Berättarministeriet driver utbildningscenter i Husby och Hagsätra i Stockholm, i Gamlestaden i Göteborg och på Värnhem i Malmö. 

## Ekonomi

### Finansiering och samverkansmodell
Verksamheten bygger på en samverkan mellan det offentliga, det ideella och näringslivet. Resurser från Skolverket, Stockholms stad, Göteborgs stad och näringslivet, pro bono-partner och volontärer arbetar med Berättarministeriets verksamhet. Berättarministeriet har ingått IOP med Stockholms stad och Göteborgs stad.
Berättarministeriet har ett samarbete med Karolinska Institutet kring programmet Redaktör Schwartz forskningsresa, ett initiativ som uppmuntrar grundskoleelever i socioekonomiskt utsatta områden att upptäcka naturvetenskapen. Berättarministeriet har också ett samarbete med Hallwylska museet kring programmet Historiedetektiverna. Programmet syftar till att levandegöra centrala teman i modern svensk historia och riktar sig till åk 7–9. Sedan 2023 samarbetar Berättarministeriet med Nobel Prize Museum kring programmet Uppdrag: Nobelarkivet, som har fokus på kemi och fysik och riktar sig till åk 4–6. Tillsammans med Svenska Akademien utvecklar Berättarministeriet ett nytt skolprogram, Bokslukarna, med fokus på språkutveckling och litteratur.

## Publikationer
- Restips för utomjordingar – din guide till Jorden, Bonnier Carlsen 2013[22]
- Utomjordingens guide till Jorden – handbok i mänskliga möten, Fenix Förlag 2019[23]

Böcker från författarskolan BM-debutant, som genomfördes i samarbete med Bonnierförlagen:
- Oändliga historier, Albert Bonniers förlag 2012[24]
- Märkliga händelser, Albert Bonniers förlag 2014[25]
- De tysta tänker högst, Bokförlaget Forum 2015[26]
- Stormiga känslor, Bonnier Carlsen 2017[27]
- Vi ser, vi känner, vi kämpar, Bonnier Carlsen 2018[28]
- I våra röster finns krafter, Bonnier Fakta 2019[29]
- Man lär av varandra och är aldrig fullärd, rapport, Berättarministeriet/Ramboll 2020
- 10 år i demokratins tjänst, jubileumsbok, Berättarministeriet 2020
- Röster i pandemins spår, rapport, Berättarministeriet/Ramboll 2022
- Kreativa inslag i undervisningen främjar elevernas lärande, rapport, Berättarministeriet/Ramboll 2024

## Utmärkelser
- 2012 Guldägget: ”Barnen tar ordet”
- 2012 SKL:s Psynkpris, Samhällsansvar
- 2015 Dagens Samhälles pris Årets Samhällsentreprenör
- 2016 Svenska Designpriset, Silver ”Läs upp”
- 2017 Guldnyckeln och Guldägget, för ”Läs upp”
- 2017 London International Awards (LIA), Brons, Digital – Apps: ”Läs upp”
- 2019: KTH:s stora pris till Dilsa Demirbag-Sten för hennes arbete med Berättarministeriet
- 2023: Grafiska Företagens branschpris för arbetet med att få barn och unga att erövra det skrivna ordet [30]